# Katherine Brown
Katherine Brown (ur. 24 marca 1982) – australijska judoczka.
Startowała w Pucharze Świata w 2002. Brązowa medalistka mistrzostw Oceanii w 2003. Wicemistrzyni Australii w 2006 roku.